# Медитативний живопис
Медитативний живопис — це практика саморозвитку, що об'єднує в собі техніки арт-терапії, мистецтва та медитації. Здебільшого практика використовується як метод групової, сімейної або індивідуальної терапії, в сфері коучингу та при індивідуальній роботі з дітьми. Основними задачами практики є виявлення та пропрацювання прихованих мотивів і прагнень людини, розкриття її внутрішнього потенціалу, духовний розвиток, сублімація, виявлення неусвідомлених психологічних установок, їхнє опрацювання та трансформація.

## Історія
Як самостійний напрямок арт-терапії медитативний живопис сформувався відносно нещодавно. Його основні принципи сформулювала українська художниця і арт-терапевт Маргарита Сергеєва, яка також є засновницею одноіменного міжнародного проекту «Медитативная Живопись», який розпочав свою діяльність 14 серпня 2019 року.
Вагомий вклад в становлення практики зробили техніки абстрактного мистецтва, інтуїтивного та спонтанного живопису, зентанглу та дудлінгу, медитації, гештальт-терапії, техніки роботи з метафоричними асоціативними картами та інші методики терапії, самопізнання та саморозвитку.

## Виражальні засоби
Для практики медитативного живопису використовується широкий спектр матеріалів: олія, туш, акварель, пастель, темпера, гуаш, акрил та багато інших сучасних художніх засобів. При виборі техніки особлива увага надається її варіативності. Пріоритетно використовуються такі техніки, при яких процес створення картини є найменш контрольованим: монотипія, імпасто, дріпінг, алла пріма, живопис сіллю, ниткою, флюід арт, техніка ебру та інші.
Важливо пам'ятати те, що основну роль в практиці медитативного живопису відіграє процес створення картини, її аналіз та медитація під час нього. Тому практика не вимагає від практикуючого обов'язкової наявності специфічних знань та вмінь в сфері живопису і може використовуватись всіма бажаючими незалежно від їхнього досвіду в області мистецтва.

## Медитативний живопис в терапії
В залежності від поставлених цілей техніку адаптують під індивідуальні потреби кожного з практикуючих. Медитативний живопис сприяє досягненню гармонійного внутрішнього стану людини, сублімації накопичених емоцій коли вона знаходиться в стані психологічного напруження або переживає стрес. Практика допомагає зрозуміти та пропрацювати приховані причини тривожності, хвилювання та страху, відчути внутрішній баланс, стимул та натхнення.
Основним принципом роботи практики медитативного живопису є виявлення, аналіз та глибинна проробка проєкції, що несвідомо виникають у практикуючого і накладаються на абстрактні образи в нещодавно створених картинах. Враховуючи схожість між технікою медитативного живопису та роботи з метафоричними асоціативними картами їх часто комбінують разом задля досягнення максимального результату.
При проведенні групових занять характерна наявність певних норм поведінки та взаємодії між всіма учасниками групи. Ці норми полягають в обов'язковій повазі та дотриманні особистісних кордонів кожного із учасників, часто використовується гештальт-терапевтичний методу побудови бесіди між учасниками та ведучим.

## Медитативний живопис в роботі з дітьми
Враховуючи те, що практика медитативного живопису має особливу специфіку і вимагає максимальної концентрації та заглиблення у процес, заняття з дітьми від дошкільного до підліткового віку мають індивідуальний або сімейної характер. При роботі з дітьми молодшого віку техніка використовується як інструмент терапії, виховання та розвитку, без акцентування на процесі медитації. Часто комбінується із ігротерапією, казкотерапією, музикотерапією, танцювальною та іншими видами арт-терапії. Таким чином медитативний живопис сприяє гармонійному росту, розвиває креативність, фантазію, абстрактне мислення та розумові здібності дитини.

## Медитативний живопис в мистецтві
Незважаючи на те, що естетична цінність готового виробу не є основною ціллю практики, медитативний живопис має важливе значення не тільки в сфері арт-терапії, але й в області образотворчого мистецтва. Візуально картини, виконані в техніці медитативного живопису мають помітну схожість з різноманітними видами абстракціонізму, але за своєю суттю вони найбільш схожі з напрямками абстрактного експресіонізму і ташизму, в арт-терапії іменованого «Інтуїтивним живописом».
Основною характерною рисою медитативного живопису є те, що до початку написання витвору художник не має певного плану й очікувань відносно кінцевого результату, а концентрується безпосередньо на процесі створення картини та ментальній роботі після нього. Винятком є методика роботи із заздалегідь визначеним запитом практикуючого.

## Коучинг та тимбілдинг
Медитативний живопис є ефективним інструментом для постановки та реалізації особистісних цілей практикуючого при індивідуальній роботі і для досягнення спільних завдань при командній роботі; сприяє встановленню більш глибоких відносин в колективі, дає мотивацію, що, в свою чергу, значно підвищує результативність. Це досягається завдяки технікам групової терапії та релаксації, серед яких ключову роль відіграє правильно організована ведучим бесіда, під час котрої учасники демонструють один одному раніше не проявлені особисті якості та здібності. Атмосфера творчості та свободи також сприяє індивідуальному розкриттю кожного з учасників, прийняттю інших як повноцінних членів групи та готовності працювати над задачами в якості єдиної команди.

## Медитація в практиці медитативного живопису
Медитація є одним із основоположних елементів практики медитативного живопису. Під час сеансу вона присутня в двох різних формах: як особливий стан в момент створення картини та як окрема практика після її написання. Остання найчастіше має вигляд медитації усвідомленості. Під час її виконання об'єктами концентрації уваги є як тілесні відчуття, так і ментальні процеси, що проходять при відстеженні власних емоцій, думок та образів, які виникають у практикуючого.
В залежності від поставлених цілей практику часто комбінують з іншими техніками, такими як медитація на звук, медитація на мантру, медитація на об'єкт та іншими.